# 西尼沙·贝拉马里奇
西尼沙·贝拉马里奇（1947年2月12日—），克罗地亚男子水球运动员。他曾代表南斯拉夫国家队参加1972年和1976年夏季奥林匹克运动会水球比赛，均获得第五名。